# Мортидо
Мортидо  (од лат. речи mors  - смрт), инстикт за смрт или самоуништење је израз који се у психоанализи користи за означавање врсте психичке енергије чији је извор хипотетички инстинкт смрти. Овај појам је 1936. године у психологију увео Paul Federn (1871–1950) да означи облик енергије повезан са танатосом, намењен као пандан либиду. Овај ученик Сигмунда Фројда, појам је увео након што је средином 1910-их први пут у класичној психоанализи Сабина Спиелреин почетком 20. века увела деструктивну представу о инстинкту смрти.
У даљем проучавању ове теме био је ангажован још један Фројдов ученик, Ерик Берн . Одређени детаљ идеје мортида је разликовање нагона смрти као жеље оријентисане на самоуништење ( мортидо ) и хипотетичког деструктивног инстинкта агресије усмереног на убијање других ( деструдо ). У том контексту, многи мешају појам мортидо са ужим изразом деструдо, или, напротив, са танатосом , што је шири појам који укључује и мортидо и деструдо.

## Кратак опис
У почетку је Фројд изазвао инстинкт смрти својствен човеку. Описала га је Сабина Спиелреин почетком 20. века. Фројд је препознавао само инстинкт живота, великог Ероса, либидо. Инстинкт самоодржања и љубави. Али тада је научник схватио да негде у дубини подсвести постоји програм смрти, који се у одређеном тренутку, рецимо, у старости и лежерности, укључује. Време је да напустите овај свет. Циклус земаљског живота је завршен. И старци мирно разговарају о смрти, припремају се за њу, животна радост измиче и замењује га тихом понизношћу. То је нормално. Или се мортидо укључује ако се изгуби смисао живота. Згодили су се догађаји који су даљу борбу за живот учинили бесмисленом. Губитак вољене особе или друштвени положај …
Према класичној теорији психоанализе, људска личност заснована је на два темељна мотива: 
- креативном ( либидо ),
- деструктивном ( мортидо ).

Его либидо се доживљава као пријатно познат, док се мортидо доживљава као бол, потенцијална опасност и неки непознати страх.
До сада ниједан психоаналитичар, укључујући и самог Федерна, није успео да створи модел менталног апарата у коме би коегзистирала ова два супротно усмерена инстинкта и два супротна типа психичке енергије. Концепт мортидо и с њим повезани - деструдо, нису фиксирани у широком дисциплинарном заокрету.
Истовремено, упркос чињеници да савремена биолошка запажања не потврђују постојање мортида, овај концепт чини значајан фрагмент бројних теорија агресије , тумачећи ово друго као пројекцију урођене аутодеструктивне привлачности људи.

## Мортидо и деструдо
Изрази мортидо и деструдо, формирани аналогно либиду, односе се на енергију нагона смрти. У раном 21. веку, њихова употреба међу фројдовским психоаналитичарима је опадала, али и даље означава деструктивну енергију. Важност интегрисања мортида у живот појединца, за разлику од његовог одвајања и одрицања, преузеле су фигуре попут Роберта Блаја у покрету мушкараца.
Пол Федерн је за нови извор енергије користио израз мортидо, и у томе су га генерално следили други аналитичари.  Његов ученик и сарадник Вајс, међутим, изабрао је деструдо, који је касније преузео Charles Brenner .
Мортидо је такође примењен у савременим излагањима Кабала.
Док сам Фројд никада није назвао агресивну и деструктивну енергију нагона смрти (као што је то учинио са животним нагоном, "либидо"), следећа генерација психоаналитичара борила се да пронађе одговарајућа имена за то.
Књижевна критика је готово спремнија од психоанализе да се бар метафорички употреби израз деструдо. Уметничке слике видео је Joseph Campbell у смислу "инцестуозног 'либида' и патрицидног 'деструда'"; док су књижевни описи сукоба између деструда и либида  још увек прилично распрострањени у 21. веку.
Деструдо се као евокативно име појављује и у рок музици и видео играма.